# Friedrich Brauner
Pour les articles homonymes, voir Brauner.
Friedrich Brauner, né en 1889 à Vienne et mort le 23 mars 1942 à Bernbourg, est un résistant autrichien au nazisme.

## Biographie
Friedrich Brauner, ajusteur, exhorte ses collègues de travail à la grève pour l'amélioration de leur condition et à désobéir aux consignes en cas de bombardement. Il diffuse aussi l'idée que la guerre est la faute de l'Allemagne. 
Il est arrêté en janvier 1940 pour subversion, interrogé par la Gestapo et transféré au camp de concentration de Ravensbrück. Il est assassiné dans le cadre de l'Aktion 14f13 à Bernburg.